# Jane Porter

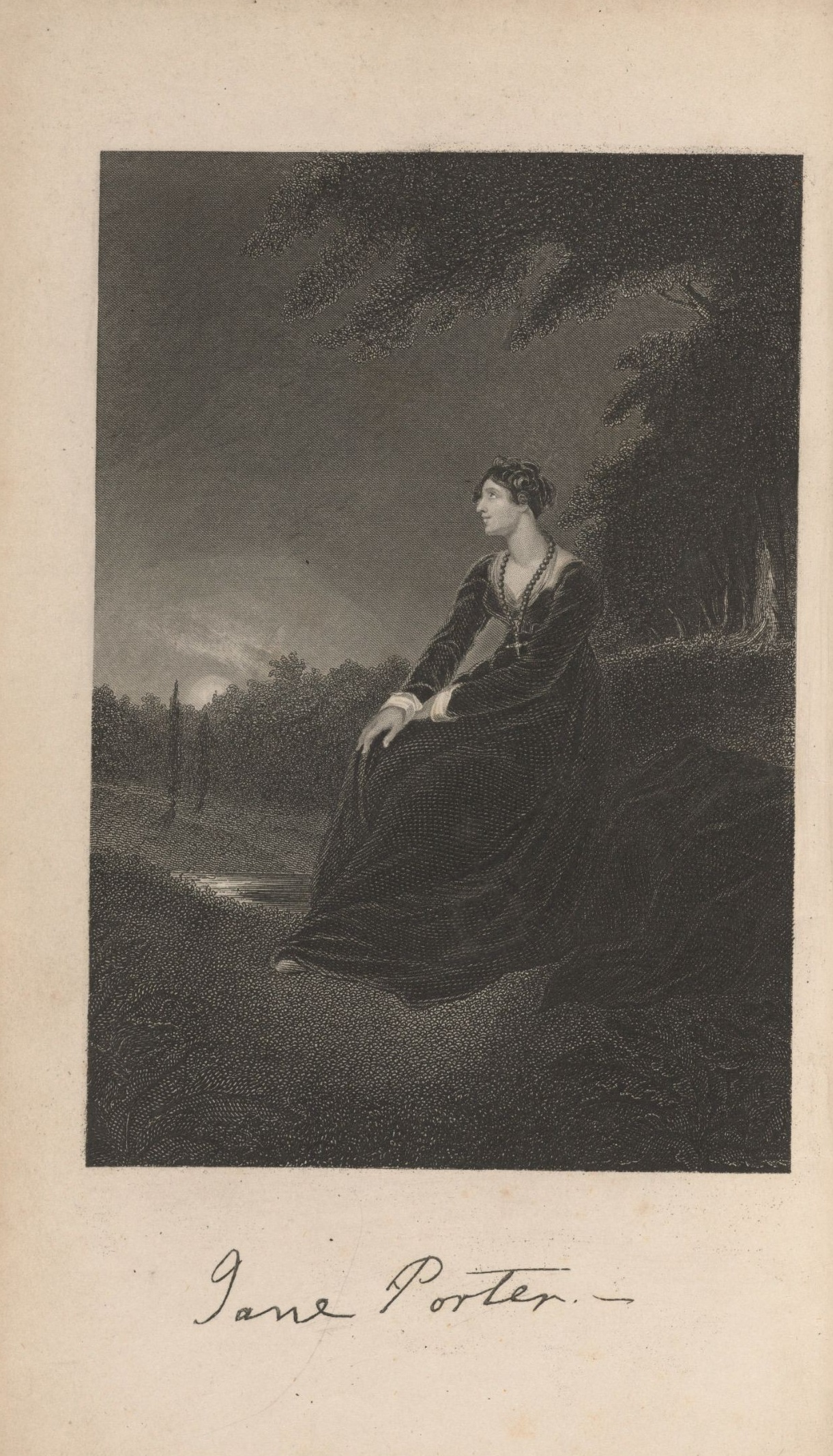
Jane Porter, Frontispiz aus The pastor’s fire-side, 1846

Jane Porter (* 3. Dezember 1775 in Durham; † 24. Mai 1850 in Bristol) war eine britische Autorin von Prosa- und dramatischen Werken. Ihre historischen Romane Thaddeus of Warsaw (1803), der vor dem Hintergrund des Kościuszko-Aufstands spielt, und The Scottish Chiefs (1810) über William Wallace gelten als die ersten historischen Romane im modernen Stil und waren die ersten, die zu Bestsellern wurden. Sie blieben in gekürzter Form bis weit ins zwanzigste Jahrhundert hinein bei Kindern beliebt.

## Leben
Jane Porter wurde als drittes von fünf Kindern geboren. Sie war die Schwester von Anna Maria Porter und Robert Ker Porter. Ihre Kindheit verbrachte sie in Durham, der Heimatstadt ihrer Mutter Jane Blenkinsop Porter. Ihr Vater, William Porter (1735–1779), diente 23 Jahre lang als Armeechirurg und starb, als sie noch ein Kleinkind war. Nach dem Tod ihres Vaters ließ sich ihre Familie in Edinburgh nieder, wo die Porter-Kinder die Charity School besuchten und die Freundschaft von Walter Scott genossen. Porters ernste Art soll ihr den Spitznamen „La Penserosa“ eingebracht haben, nach John Miltons Gedicht Il Penseroso. In den 1790er Jahren zog die Familie Porter nach London, wo die Schwestern in einen Kreis von Literatinnen aufgenommen wurden, darunter Elizabeth Inchbald, Anna Laetitia Barbauld, Hannah More, Elizabeth Hamilton, Selina Davenport oder Elizabeth Benger.
Porter gilt als „Schöpferin und Wegbereiterin vieler der erzählerischen Mittel, die gemeinhin mit der nationalen Erzählung und dem historischen Roman in Verbindung gebracht werden“. Sie nahm diese Leistung auch für sich in Anspruch, jedoch wurde dies zu ihren Lebzeiten oft ins Lächerliche gezogen und zurückgewiesen. Ihr Werk The Scottish Chiefs von 1810, eines der frühesten Beispiele für den historischen Roman, war sehr erfolgreich. Die französische Fassung wurde von Napoleon verboten. Es soll Scott und andere Schriftsteller beeinflusst haben und ist bei schottischen Kindern nach wie vor beliebt. The Pastor’s Fireside (1817) war eine im 18. Jahrhundert angesiedelte Geschichte über die späteren Mitglieder des Haus Stewart. Obwohl sie eine der populärsten Schriftstellerinnen ihrer Zeit war, blieb sie aufgrund der Verschwendungssucht und der finanziellen Unentschlossenheit ihrer Brüder sehr arm, da sie und Anna Maria ständig gezwungen waren, mit ihren Einkünften die Schulden ihrer Brüder zu bezahlen. Bereits 1803 hatte Porter das Buch Thaddeus of Warsaw, das im Polen-Litauen des späten 18. Jahrhunderts spielt, mit Erfolg veröffentlicht. Porter profitierte finanziell nicht davon, da das Urheberrecht bei verschiedenen Verlagen lag. Um Einnahmen zu erzielen, griff sie auf scheinbar neue Ausgaben zurück, die mit Vorworten und geringfügigen Änderungen veröffentlicht wurden.
Porter leistete Beiträge zu Zeitschriften und schrieb das Theaterstück Switzerland (1819), das aber anscheinend von seinem Hauptdarsteller Edmund Kean absichtlich sabotiert und nach der ersten Aufführung eingestellt wurde. Manchmal wird sie mit der Produktion Owen, Prince of Powys von 1822 in Verbindung gebracht, die nach nur drei Aufführungen eingestellt wurde, aber dieses Stück wurde tatsächlich von Samson Penley geschrieben.
Porter schrieb zusammen mit ihrer Schwester Anna Maria Tales Round a Winter Hearth (1826) und Coming Out; and The Field of Forty Footsteps (1828). Eine Romanze, Sir Edward Seaward's Diary (1831), die angeblich tatsächliche Umstände wiedergibt und von Porter herausgegeben wurde, wurde von ihrem Bruder, William Ogilvie Porter, geschrieben, wie Briefe im Porter-Archiv der University of Durham zeigen.
In ihren späteren Jahren schrieb Porter weiterhin Beiträge für Zeitschriften. Viele davon erschienen anonym oder waren einfach mit „J. P.“ unterzeichnet. Zu ihren breit gefächerten Themen gehörten Peter der Große, Simón Bolívar oder der Afrikaforscher Dixon Denham.
Porter war, wie viele Zeitgenossen, von Lord Byron fasziniert. Der Bösewicht in The Pastor’s Fireside, „Duke Wharton“, wirft einen „unverkennbar byronschen Schatten“. Weitere Einflüsse auf ihr Schreiben waren ihr Schullehrer George Fulton, Edmund Spensers The Faerie Queene und Philip Sidneys Arcadia. Sie beeinflusste ihrerseits die Schriftsteller ihrer Zeit.
Porter starb in Bristol im Alter von 74 Jahren.